# 雅赫摩斯王后
| iaH | ms | O34 |

| iaH | ms | O34 |

| iaH | ms | O34 |

| iaH | ms | O34 |

| iaH | ms | O34 |

| iaH | ms | O34 |

| iaH | ms | O34 |

| iaH | ms | O34 |

雅赫摩斯（Ahmose）是古埃及第十八王朝的王后，她是法老图特摩斯一世的王后，女王哈特谢普苏特与公主妮斐鲁碧提的母亲，其名"雅赫摩斯"的意思是"月神之子"。

## 家庭

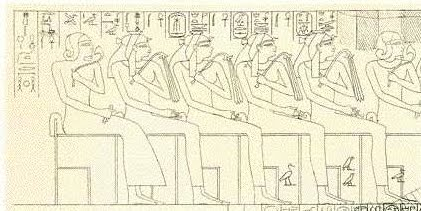
从左起:雅赫摩斯-西帕尔王子，不明皇家女子，王后雅赫摩斯，图里斯王后和荷努特塔梅胡

关于雅赫摩斯的家世,至今仍有争议，考古学家认为她是法老雅赫摩斯一世或阿蒙霍特普一世的女儿，她可能是雅赫摩斯一世的姐姐与妻子，雅赫摩斯-纳菲尔泰丽，她也被认为是图特摩斯一世的姐妹，她是图特摩斯一世的"大皇后"(Great Royal Wife)。她与女儿妮斐鲁碧提出现于停灵庙的一幅壁画，她也是女王哈特谢普苏特的母亲，有人认为她是阿蒙摩斯与娃徳杰摩斯的母亲,但仍有争议。

## 死亡与埋葬
雅赫摩斯的死亡年份与原因仍待调查,她可能在哈特谢普苏特统治年间去世。其陵墓与木乃伊也未被发现。